# Unterdöbling
Unterdöbling war bis 1892 eine eigenständige Gemeinde und ist heute ein Stadtteil Wiens im 19. Wiener Gemeindebezirk Döbling sowie eine der 89 Wiener Katastralgemeinden.

## Geographie
Die 72,38 ha große Katastralgemeinde Unterdöbling liegt im 19. Wiener Gemeindebezirk Döbling, nördlich von Oberdöbling, wobei die Grenze im Wesentlichen durch den heute als Bachkanal geführten Krottenbach gezogen wird. Der mittelalterliche Ortskern liegt dabei in der Senke des Krottenbaches entlang der heutigen Rudolfinergasse bzw. Nusswaldgasse (früher Herrengasse). Jüngere Siedlungen liegen hingegen auf dem Plateau, das gegen Westen und Norden als Vorhügel des Kahlenbergs ansteigt. Die Grenze Unterdöblings verläuft im Süden entlang von Oberdöbling, im Westen grenzt es an Untersievering und im Norden an Grinzing und Teile von Heiligenstadt. Die Ostgrenze wird durch jene Straße gebildet, die von Oberdöbling über die Hohe Warte nach Heiligenstadt führt.

## Geschichte

### Namensherkunft

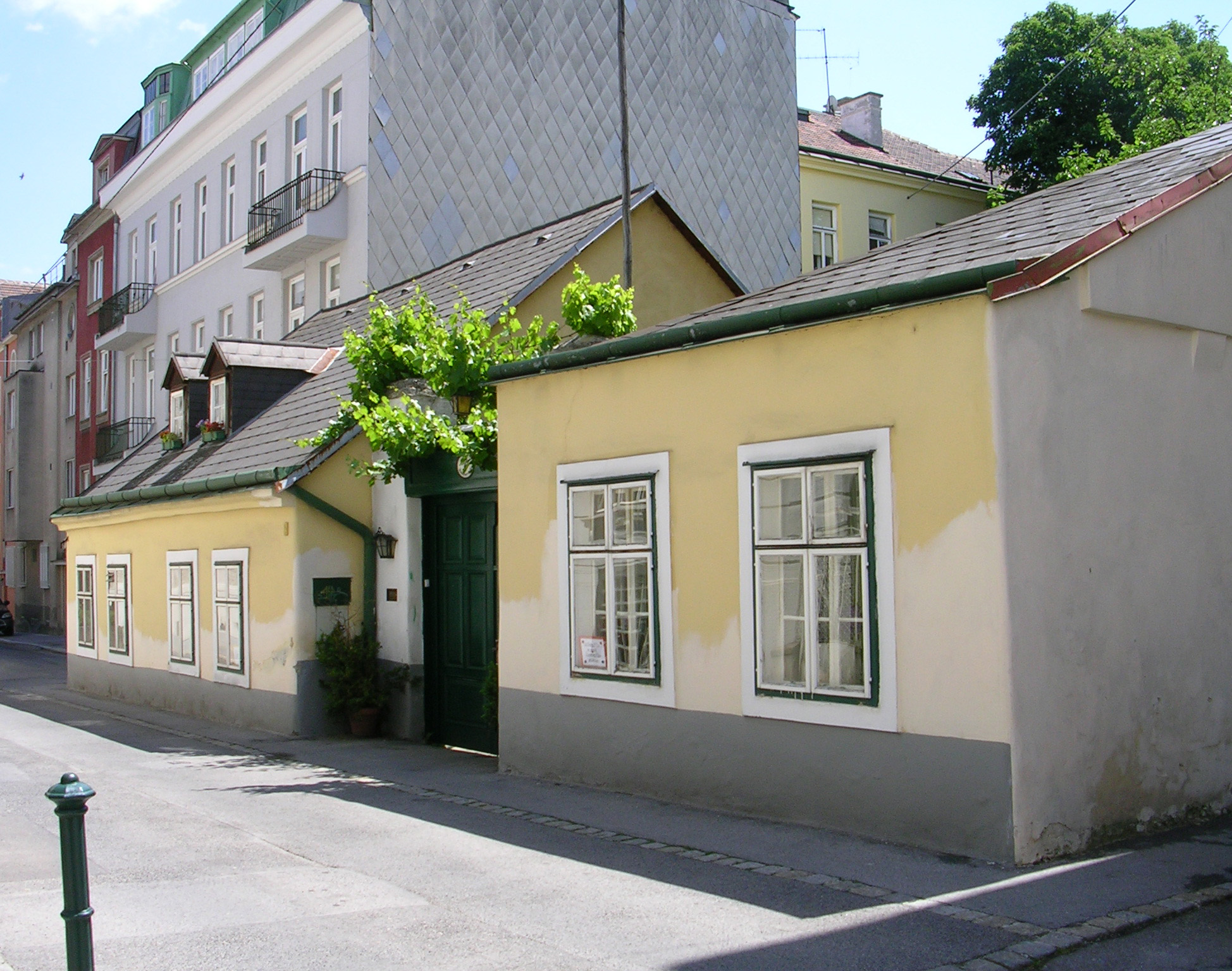
Heuriger in der Rudolfinergasse

Döbling wurde erstmals 1114 als de Teopilic urkundlich erwähnt. Sein Name leitet sich vom slawischen ab, wobei toplica „sumpfiges Gewässer“ bedeutet und auf die Lage am Krottenbach hinweist. Eine andere Deutungsmöglichkeit leitet sich vom altslawischen toplica, „warmer Bach“, ab. Spätere Schreibweisen des Ortsnamens waren beispielsweise Toblich, Töbling und Tepling. Ursprünglich hieß Unterdöbling jedoch auf Grund seiner Lage am Krottenbach Chrottendorf, erst im 15. Jahrhundert kam der spätere Name auf.

### Unterdöbling bis zum 16. Jahrhundert
Die Bewohner Unterdöblings im Mittelalter waren Bauern, die im Wesentlichen für den Eigenbedarf produzierten. Für den Verkauf wurde Wein, aber auch Getreide angebaut. Daneben wurden Obst, Gemüse und Milchprodukte erzeugt. Ab dem 12. Jahrhundert unterstand Döbling dem Adelsgeschlecht derer von Topolic, danach kam es an das Dominikanerinnenkloster Tulln und wird 1310 als Dorf der Frauen von Tulln genannt. Danach entstanden aus der Siedlung selbstständige Dörfer, die durch den Krottenbach getrennt waren. Unterdöbling trug zunächst den Namen Chrottendorf, erst im 15. Jahrhundert soll der Name Unterdöbling aufgekommen sein. Die Trennung der beiden Orte ist 1591 erstmals urkundlich erwähnt.

### Unterdöbling nach dem 16. Jahrhundert

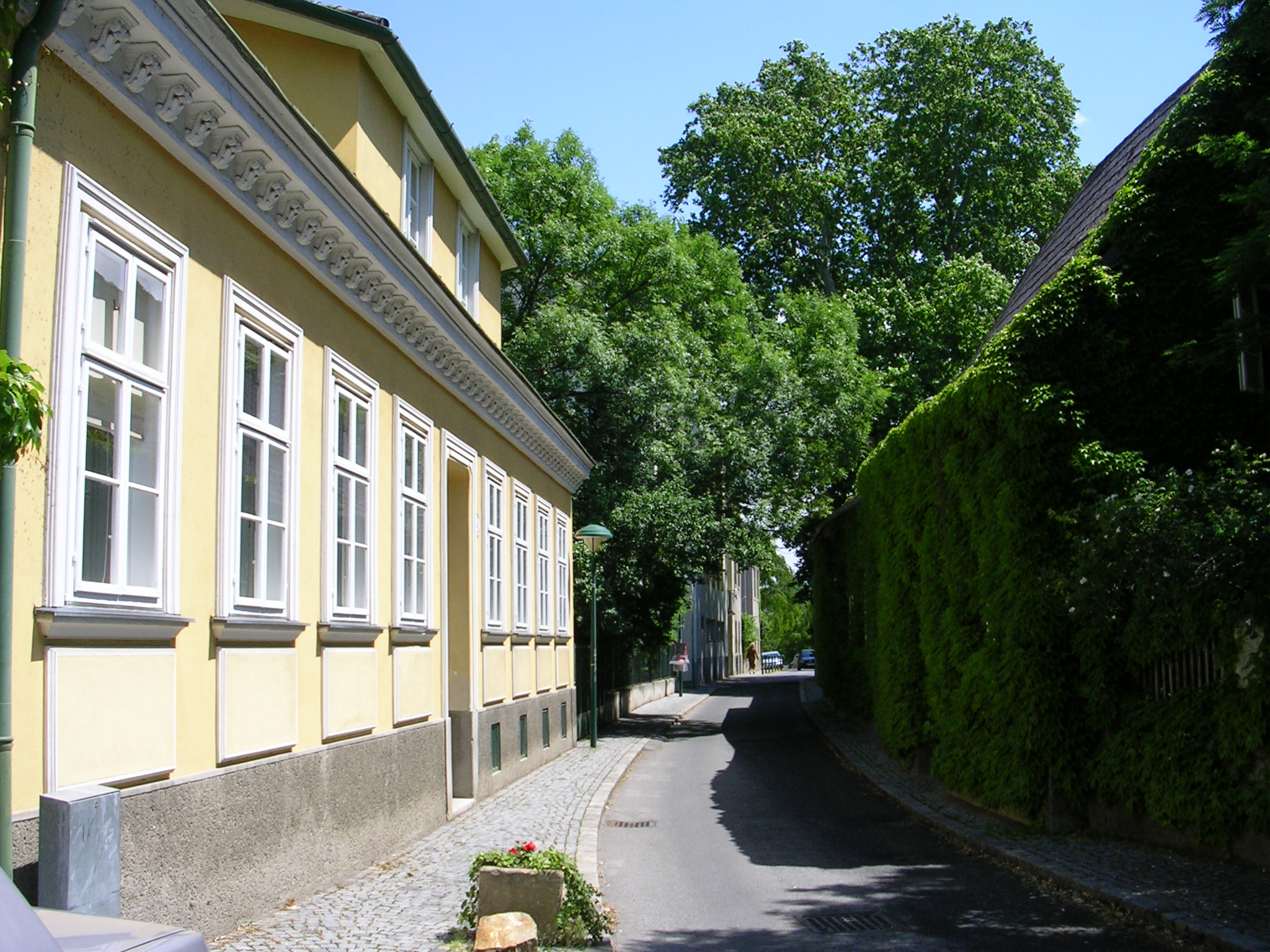
Blick in die Nusswaldgasse

Urkundlich wurde zwischen Ober- und Unterdöbling ab 1591 unterschieden. Ein eigenes Siegel des Dorfes ist von 1688 überliefert. Es zeigt den heiligen Jakob mit der Inschrift Sigil der gemain Under Thöbling 1688. Die Entwicklung von Unterdöbling blieb, auch auf Grund der geringeren Fläche, hinter jener von Oberdöbling zurück. Anfang des 18. Jahrhunderts war Unterdöbling noch um etwa ein Drittel größer als Oberdöbling, allerdings wütete hier die Pest 1713 weit stärker. Mehr als die Hälfte der Häuser war verseucht, 52 Menschen starben. Dennoch war der Ort weniger stark betroffen als etwa das benachbarte Sievering. 1783 lebten 300 Einwohner in Unterdöbling, und um 1800 bestand Unterdöbling immer noch aus einer einzigen Straße. 1828 lebten schon etwa 500 Einwohner in 53 Häusern. In der Folge ging die Zahl der Einwohner Unterdöblings jedoch sogar zurück. 1835 lebten im Döbling Unterdöbling nur noch 400 Einwohner. Danach steigerte sich ähnlich wie in Oberdöbling das Wachstum. So wohnten 1853 in Unterdöbling bereits 941 Menschen, 1890 waren es bereits 2.074 Menschen in 170 Häusern. Im Jahre 1892 wurde schließlich aus Unterdöbling gemeinsam mit Oberdöbling und den Vororten Grinzing, dem Kahlenbergerdorf, Nussdorf, Heiligenstadt, Sievering und Josefsdorf der 19. Wiener Gemeindebezirk (= Döbling) gebildet.
Ab 1898 war der Ort mit der Haltestelle Unter-Döbling an der Vorortelinie auch eine Station der Wiener Stadtbahn. Sie wurde 1932 aufgelassen, heute fahren die Züge der S-Bahn Wien dort ohne Halt durch.

## Wirtschaft

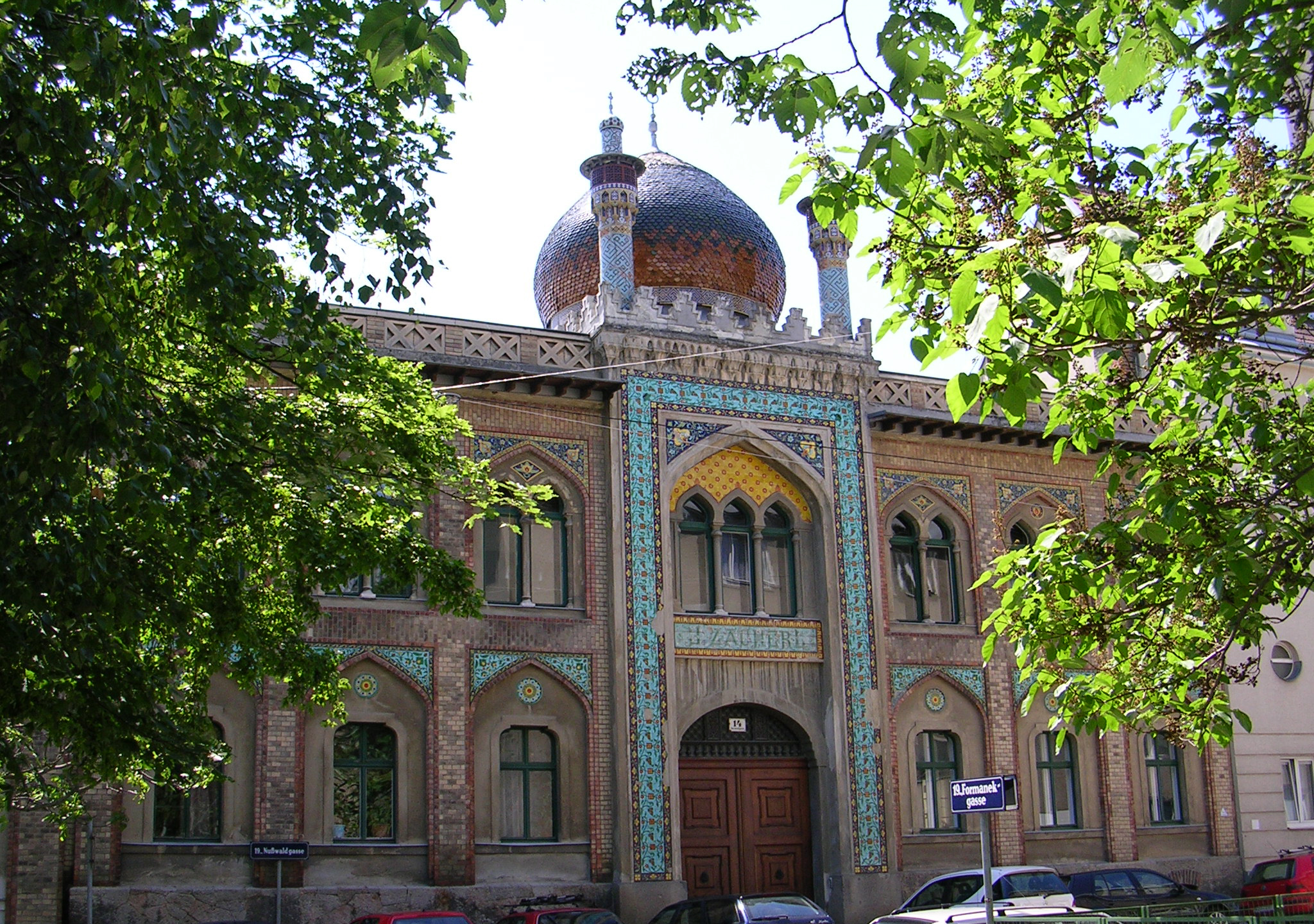
Zacherlfabrik

Der Anteil des Weinbaus war 1826 noch sehr hoch, fast die Hälfte der Flurfläche war mit Weinstöcken bedeckt. Hinzu kamen Ackerflächen die etwa ein Viertel und Wiesenflächen die knapp ein Fünftel der Gesamtfläche ausmachten. Zum wichtigsten Industriebetrieb von Unterdöbling entwickelte sich die Insektenpulverfabrik Zacherl in der Nusswaldgasse. Johann Zacherl hatte seit 1842 Pyrethrum-Insektenpulver aus Tiflis exportiert, 1870 begann er mit der Produktion in Unterdöbling. Eigene Geschäfte verkauften sein Zacherlin in aller Welt. Der Neubau des Fabrikgebäudes durch Karl Mayreder in Form einer Moschee bescherte Unterdöbling das ungewöhnlichste Fabrikgebäude Wiens. Zacherls Erben kämpften letztlich mit dem Aufschwung der chemischen Industrie nach dem Ersten Weltkrieg, 1933 stellte man auch Skibindungen her. In den 1950er Jahren wurde die Zacherlfabrik schließlich geschlossen.

## Sehenswürdigkeiten

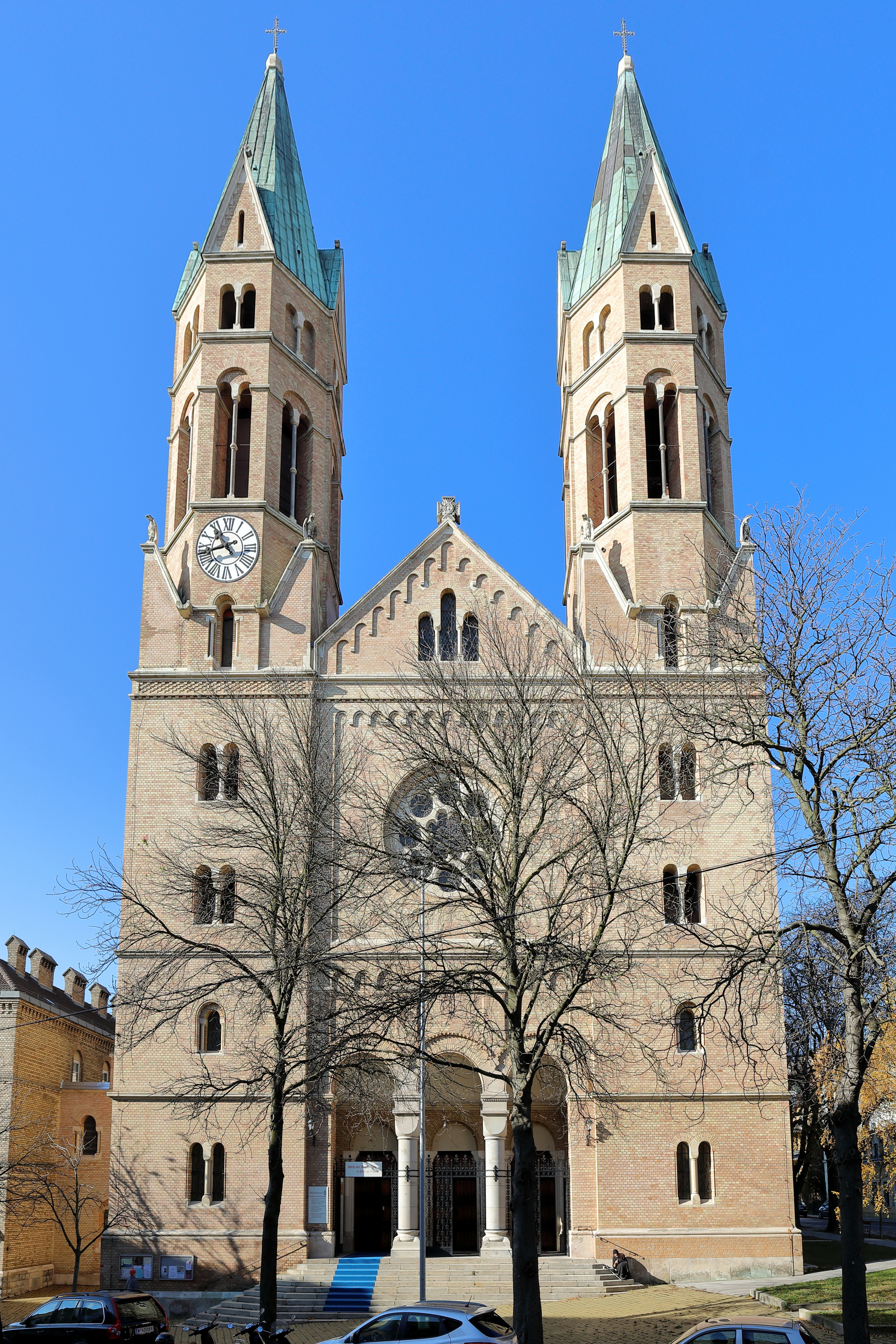
Doppelturmfassade der Karmeliterkirche

Einige Bereiche sind von der Stadt Wien als bauliche Schutzzonen definiert, vor allem entlang von Iglaseegasse bzw. Nusswaldgasse.
Unterdöbling verfügt durch die im orientalischen Stil ausgeführte moscheeähnliche, ehemalige Insektenpulverfabrik des Johann Zacherl, die Zacherlfabrik, über ein einzigartiges Bauwerk. Ein weiterer zentraler Bau Unterdöblings ist das Karmelitenkloster Döbling in der Silbergasse mit der dazugehörigen Kirche Hl. Familie. Auch einige ehemalige Weinhauerhäuser findet man noch in Unterdöbling. Der ehemalige Ortsfriedhof mit den Grabstätten von Johann Strauss (Vater) und Joseph Lanner lag ebenfalls in Unterdöbling, wurde jedoch 1927 aufgelassen. Während ihre Gebeine auf den Wiener Zentralfriedhof umgebettet wurden, bezog man die beiden Grabsteine in den auf dem Gelände gestalteten Strauß-Lanner-Park mit ein.

## Persönlichkeiten
- Sigmund Friedl (1851–1914), Philatelist
- Felix Kwieton (1877–1958), Mittel-, Langstrecken- und Crossläufer
- Paul Kronegg (1885–1935), Operettensänger und Schauspieler